# Folkestone Central
Folkestone Central (ang: Folkestone Central railway station) – stacja kolejowa w Folkestone, w hrabstwie Kent, w Anglii, w Wielkiej Brytanii. Jest najbardziej centralne położoną stacją kolejową w mieście. Obsługiwana jest przez Southeastern. Została otwarta w 1884 pod nazwą Cheriton Arch.
W roku statystycznym 2021/2022 z usług stacji skorzystało ok. 682 674 pasażerów.